# محمدعلی طالبی (شهردار)
محمدعلی طالبی، (زادهٔ ۱۳۳۹ در سبزوار)، سیاستمدار ایرانی و شهردار سابق سبزوار است. وی پیش از این در سازمان بهزیستی، سازمان ملی جوانان و سپاه پاسداران انقلاب اسلامی حضور داشته‌است.
وی از ۲۸ اسفند ۱۳۹۲، به عنوان سی و نهمین شهردار سبزوار مشغول به کار شد و در تاریخ 13 تیر 1395 از سمت خود استعفا داد.
وی دارای مدرک دکتری ادبیات عربی از دانشگاه خارطوم می‌باشد.
سایر سمت‌ها
- سرپرست بهزیستی استان تهران
- فرماندار شهرستان تربت حیدریه
- فرماندار شهرستان طبس
- فرمانده سپاه پاسداران شهرستان قاین
- رئیس ستاد اشتغال معلولان و مددجویان سازمان بهزیستی کشور

## منبع
1. ↑  Behnegarsoft.com. «سلام سربدار - محمد علی طالبی شهردار سبزوار شد +سوابق و برنامه‌ها». بایگانی‌شده از اصلی در ۲۶ اوت ۲۰۱۷. دریافت‌شده در ۲۰۱۷-۰۸-۲۶.
2. ↑  «طالبی رفت؛ استیری سرپرست شد - سبزواریان». بایگانی‌شده از اصلی در ۲۶ اوت ۲۰۱۷. دریافت‌شده در ۲۰۱۷-۰۸-۲۶.

- «دکتر محمدعلی طالبی شهردار سبزوار شد - سبزوار نیوز». بایگانی‌شده از اصلی در ۷ مارس ۲۰۱۶.
- http://tnews.ir/news/3D3423232731.html. پارامتر |عنوان= یا |title= ناموجود یا خالی (کمک)
- (PDF) https://web.archive.org/web/20141006185832/http://www.salamsarbedar.com/images/docs/files/000006/nf00006033-2.pdf. بایگانی‌شده از اصلی (PDF) در 6 اكتبر 2014. تاریخ وارد شده در |archive-date= را بررسی کنید (کمک); پارامتر |عنوان= یا |title= ناموجود یا خالی (کمک)